# Nelu Tătaru
Nelu Tătaru (n. 30 septembrie 1972, Vaslui, Vaslui, România) este un politician român, fost senator și actual deputat în Parlamentul României.

## Activitate politică
A fost ales ca senator în legislatura 2012-2016 pe listele Partidului Național Liberal (PNL). Din anul 2017 este președintele organizației PNL Vaslui, iar în decembrie 2019 a fost numit secretar de stat în Ministerul Sănătății.

### Ministru al Sănătății
Pe 26 martie 2020 a fost numit ministru al Sănătății, funcție pe care a ocupat-o până în data de 23 decembrie 2020. În calitate de ministru al sănătății a luat măsuri pentru oprirea pandemiei de COVID-19.

## Controverse
Pe 12 deccembrie 2024 Nelu Tătaru a fost trimis în judecată de DNA pentru luare de mită.